# Crissy Field

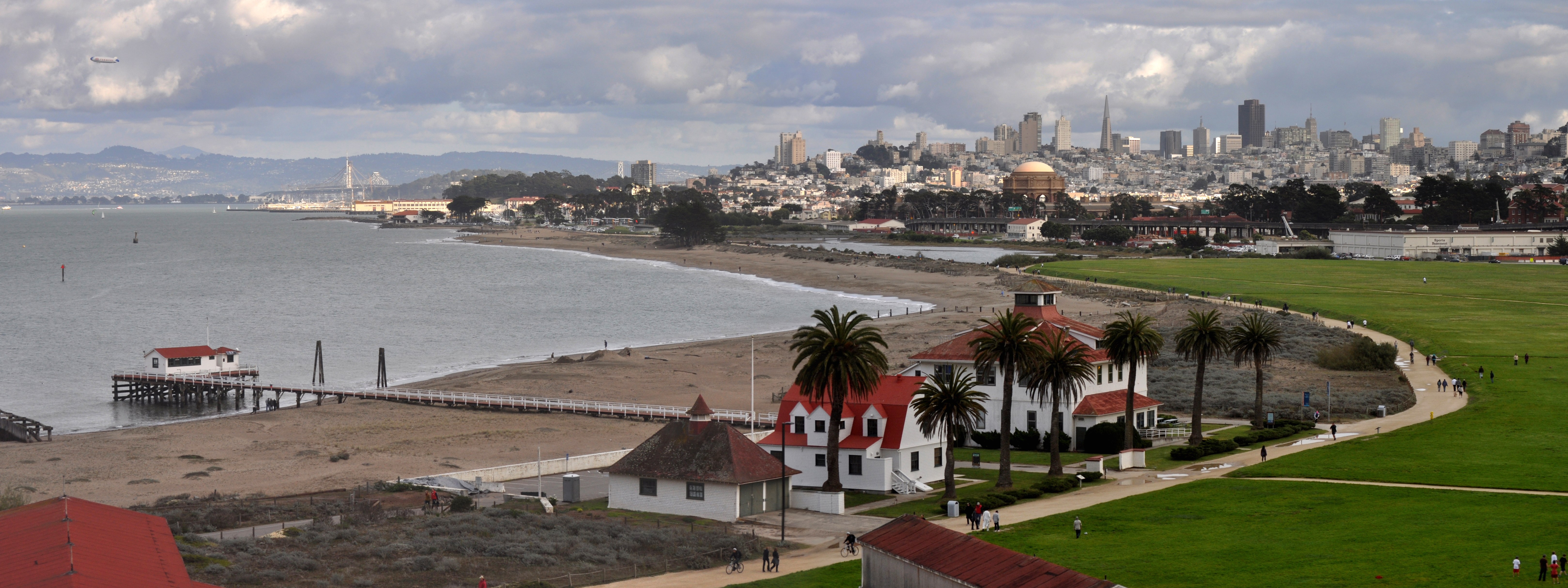
Crissy Field im Jahr 2011. Im Hintergrund die Skyline von San Francisco; in der Mitte ehemalige Gebäude der amerikanischen Küstenwache.

Crissy Field ist ein im Presidio von San Francisco gelegener ehemaliger Flugplatz der United States Armed Forces, der heute als Teil der Golden Gate National Recreation Area zur Naherholung dient.

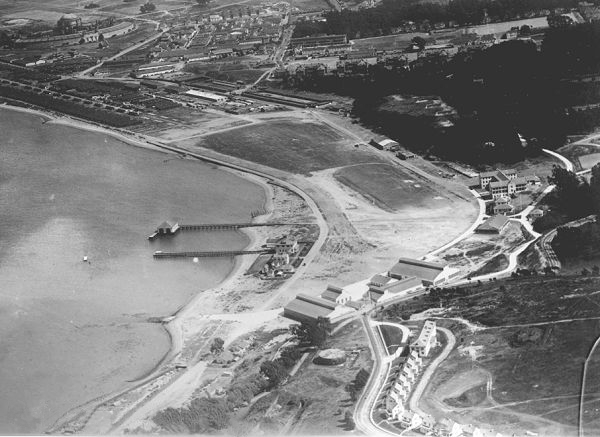
Luftbild von Crissy Field (zwischen 1921 und 1923)

Benannt nach dem bei einem Transkontinentalflug ums Leben gekommenen Major Dana Crissy war der 1921 fertiggestellte und in einem Marschgebiet am Rande der Bucht von San Francisco gelegene Militärflugplatz eine der ersten Einrichtungen zur Verteidigung der Westküste der Vereinigten Staaten durch Luftstreitkräfte. Im ersten Jahrzehnt nach seiner Inbetriebnahme im Jahr 1921 war Crissy Field Schauplatz einer Reihe von Rekorden im Bereich des Langstreckenfluges. Seine mit rund 900 Metern verhältnismäßig kurze Landebahn, häufig auftretender Nebel, ungünstige Windbedingungen und die verwundbare Lage nahe am Wasser verringerten allerdings den militärischen Nutzen des Flugplatzes.
Mit dem Bau der Golden Gate Bridge konnte ein neuer Flugplatz am anderen Ufer der Bucht von San Francisco gebaut werden, 1936 eröffnete Hamilton Field nördlich von San Rafael und ersetzte Crissy Field weitgehend. Im Jahr 1974, kurz vor dem  Ende des Vietnamkriegs, wurde Crissy Field für Flugzeuge geschlossen, der Flugbetrieb mit Hubschraubern jedoch noch ein paar Jahre weiter aufrechterhalten. Nach dem Abzug der Armee aus San Francisco im Jahre 1994 wurde das Presidio und damit auch Crissy Field unter die Verwaltung des National Park Service gestellt, der das Gelände heute als Teil des Golden Gate National Recreation Area betreut. Schwerwiegende Umweltschäden durch die militärische Nutzung machten eine aufwendige Renaturierung des Geländes notwendig, die im Jahr 2001 abgeschlossen wurde.